# مهدیه (شهرکرد)
مهدیه، روستایی از توابع بخش مرکزی شهرستان شهرکرد در استان چهارمحال و بختیاری ایران است. که اکنون با الحاق به شهرکرد، همراه با روستاهای چالشتر و اشکفتک، منطقه چهار شهرداری شهرکرد و ناحیه غرب شهرکرد را تشکیل می‌دهند. این روستا در ۴ کیلومتری غرب شهرکرد واقع شده است.

## جمعیت
براساس سرشماری مرکز آمار ایران در سال ۱۳۸۵، جمعیت آن ۶٬۲۳۲ نفر (۱٬۵۱۹خانوار) بوده است.
 مهدیه نام تغییر یافته روستای زانیان، ذانیان یا ذانایان است که در سال ۱۳۶۰ به دلیل اشتباه با ماده «زانیان عربی» به مهدیه تغییر نام یافت. امروزه یکی از محلات شهرکرد است و زیر نظر شهرداری غرب شهرکرد اداره می‌شود. دانشگاه سراسری شهرکرد در کنار این محل واقع شده است.

این روستا در ۴ کیلومتری غرب شهرکرد واقع شده و در کتاب مرآت البلدان آمده که «قریه زانیان سفلی در نیم فرسخی چالشتر واقع شده. دو رشته قنات دارد یکی آباد و دیگری خراب، حمام و مسجد خوب از بناهای حاجی محمدرضاخان دارد» (اعتماد السلطنه، ۱۳۶۸:۱۹۳۴) زانیان که از آبادی‌های نسبتاً آباد شهرکرد است، سه هزار جمعیت دارد. سرزمین مصفا و دارای چشمه و باغات است. قریب پانزده هزار مَن عایدی دارد مزرعهٔ قلنگان از باغات خوب این آبادی است در نوشته‌های قدیم این روستا را زانوان نوشته‌اند (می‌گویند قریه اشکفتک و زانیان به منزله دو زانو برای قریه چالشتر که حاکم‌نشین بوده می‌باشد. اربابان و مالکان قدیم از بین رفته و بیشتر املاک آن در اختیار خرده مالکان قرار گرفتند. این آبادی دارای آسیاب و حمام و مسجد عالی از دوران حاج محمد رضاخان است که به سبک ابنیه صفوی ساختمان شده و تعمیرات‌شان از طرف خود اهالی به عمل می‌آید (نیکزاد امیر حسینی، ۱۳۵۸: ۴۳۰)

در لغت نامه دهخدا چنین آمده است: زانیان دهی است از دهستان لار بخش حومهٔ شهرستان شهرکرد. واقع در۶ هزارگزی باختر شهرکرد و متصل به راه شهرکرد به سامان، در دامنهٔ کوه و منطقهٔ معتدل. سکنهٔ آن ۱۰۹۴ تن شیعهٔ فارسی‌زبان اند. آب آن از رودخانه و قنات تأمین می‌شود و دارای محصول غلات، سیب زمینی است. شغل اهالی آن زراعت، گله داری و صنایع دستی زنان، جاجیم بافی و راه آن ماشین رو است. (از فرهنگ جغرافیائی ایران ج ۱۰)